# 위대한 미국인 명예의 전당
위대한 미국인 명예의 전당은 뉴욕 브롱크스에 있는 브롱크스 커뮤니티 칼리지 (BCC) 캠퍼스 내에 위치한 야외 조각 갤러리다. 스탠퍼드 화이트가 설계하고 1901년 뉴욕 대학교 (NYU) 유니버시티 하이츠 캠퍼스의 일부로 지어진 이곳은 미국 최초의 명예의 전당이었다. 이 전당은 선거인단에 의해 선정되고 15개 범주 중 하나로 분류된 102명의 저명한 미국인을 기린다. 물리적 구조는 630 피트 (190 m) 길이의 열주가 있는 로지아로 구성된다. 열주에는 명판과 96개의 청동 흉상이 있는 니치가 있으며, 구조물 자체는 굴드 기념 도서관을 위한 옹벽을 숨기고 있다.
자선가 헬렌 굴드는 1900년에 이 구조물을 위한 기금을 기부했고, 명예의 전당은 1901년 5월 30일에 공식적으로 봉헌되었다. 명예의 전당이 개장한 직후, 이곳은 미국의 국가적 자부심의 중심지가 되었다. 원래 전당에는 미국 태생 시민을 기리는 명판만 있었다. 첫 흉상은 1907년에 설치되었고, 외국 태생 시민은 1915년부터 헌액되기 시작했다. 대부분의 흉상은 1922년에서 1930년 사이에 조각되었다. 1930년에서 1970년 사이에 헌액된 흉상 대부분은 해당 헌액자 선거 직후에 설치되었다.
명예의 전당은 NYU가 1973년 브롱크스 캠퍼스를 뉴욕 시립 대학교에 매각한 후 BCC의 일부가 되었다. 마지막 헌액자들은 1976년에 선출되었고, 명예의 전당은 그 이후로 대부분 잊혀졌다. 루이스 브랜다이스, 클라라 바턴, 루서 버뱅크, 앤드루 카네기의 흉상은 자금 부족으로 인해 조각되지 않았고, 나머지 98개의 흉상은 세월이 흐르면서 부패하기 시작했다. 노후화 기간을 거쳐 BCC는 20세기 말과 21세기 초에 명예의 전당을 여러 번 개조했다. BCC는 버지니아주 샬러츠빌에서 백인 우월주의 집회가 발생하여 남군 기념물에 대한 광범위한 전국적인 비난으로 이어진 후, 2017년에 남군 장군 로버트 E. 리와 스톤월 잭슨의 흉상을 제거했다.

## 디자인
기념 구조물은 열주로 둘러싸인 야외 로지아다. 건축가 스탠퍼드 화이트가 설계한 신고전주의 양식으로, 뉴욕 대학교(NYU) 브롱크스 캠퍼스의 일부로 지어졌다. 로지아에는 102개의 청동 흉상이 들어설 공간이 있다. 로지아는 언어관, 굴드 기념 도서관, 철학관의 서쪽에 남북으로 뻗어 있다. 굴드 도서관 주변의 구역은 서쪽으로 구부러져 있다.

### 치수 및 사양
로지아는 630 피트 (190 m) 길이이며, 원래 섹션은 500 피트 (150 m) 길이었다. 크로우, 루이스 앤드 윅 회사가 130-피트-long (40 m)의 별관을 설계했으며, 맥킴, 미드 앤드 화이트가 감독 건축가로 참여했다. 명예의 전당 바로 서쪽을 지나는 세지윅 애비뉴는 전당 아래 약 40 to 60 피트 (12 to 18 m) 지점에 있다. 명예의 전당 보행로는 너비 10 피트 3 인치 (3.12 m), 높이 4 피트 (1.2 m)의 여장으로 둘러싸여 있다.
명예의 전당 북쪽과 남쪽 입구 모두 새뮤얼 옐린이 설계한 조각된 문이 있다. 이 문은 찰스 비티 알렉산더 부인이 고인이 된 남편을 기리며 기증했다. 북쪽 문 위에는 "이 안에 사는 이들이 기쁨으로 들어갈지어다"라는 문구가, 남쪽 문 위에는 "여기서 아름다움과 지혜와 힘에 대해 의논하라"는 문구가 새겨져 있다. 여장은 매사추세츠 화강암으로, 페데스탈과 기둥은 인디애나 석회암으로 만들어졌다. 여덟 개의 받침대에는 "명예의 전당 / 위대한 미국인들을 위한 / 생각의 부로 / 또는 위대한 행위로 / 그들은 인류에게 봉사했다 / 고결한 인격으로 / 전 세계적인 선으로 / 그들은 영원히 살리라"는 문구가 새겨져 있다. 로지아의 천장은 과스타비노 타일로 만들어졌고, 위쪽 경사 지붕은 붉은 스페인 타일로 덮여 있다.

### 흉상과 명판
명예의 전당은 원래 각각 2 by 8 피트 (0.61 by 2.44 m) 크기의 명판 150개가 들어설 공간으로 계획되었다. 설계된 명판은 높이 약 13 인치 (330 mm), 너비 약 7 피트 (2.1 m)다. 루이스 컴포트 티파니가 각 명판을 디자인했으며, 각 명판에는 헌액자의 이름과 생존 기간, 그리고 헌액자의 명언이 포함되어 있다. 명예의 전당을 향하고 있는 언어관과 철학관의 서쪽 벽도 비문으로 사용된다.
2017년 현재, 전당에는 96개의 흉상이 있으며, 이들은 난간 벽 위의 받침대에 놓여 있다. 각 흉상 아래에는 기념 대상의 이름, 중요한 날짜, 업적 및 인용문이 새겨진 청동판이 있다. 흉상 자체는 다양한 조각가들이 다양한 시기에 만들었다. 헌액자 각 계급은 전당의 다른 부분에 배치된다. 예를 들어, 작가와 편집자의 흉상은 북쪽 끝에, 발명가의 흉상은 남쪽 끝에 배치된다.
명예의 전당 옆에는 미국 독립 전쟁에 참전한 프랑스 귀족이자 군 장교인 라파예트 후작의 흉상이 있다. 라파예트는 명예 미국 시민권을 부여받았지만, 이 단지에서 유일한 비미국 시민이다. 그의 흉상 위에는 "뉴욕 대학교가 라파예트에게 1932년"이라는 비문이, 아래에는 "나는 미국 시민이자 미국 장교다"라는 비문이 새겨져 있다.

### 명예의 전당 박물관
기초 홀 뒤와 보행로 아래에 수장고가 있다. 이 공간은 원래 전당 헌액자들의 전시물과 초상화를 보관하는 명예의 전당 박물관으로 사용되었다. 명예의 전당이 개장했을 때, NYU는 박물관 공간 일부를 강의실로 사용했다. 박물관은 6개의 방과 복도로 구성되었으며, 그 중 한 방은 헌액자인 조지 워싱턴의 이름을 따 워싱턴 갤러리로 명명되었다.

## 역사

### 기원과 영감
NYU 총장 헨리 미첼 맥크라켄 박사는 1890년대 후반에 굴드 기념 도서관의 옹벽을 가리기 위해 명예의 전당을 제안했는데, 이 옹벽은 서쪽으로 경사가 급하게 떨어져 노출되어 있었다. 맥크라켄에 따르면, 이 전당은 "물리적 지리의 어려운 사실들에서 큰 부분 그 발상이 유래한다"고 한다. 맥크라켄은 1853년에 완공된 독일 뮌헨의 루메스할레 (명예의 전당)에서 영감을 얻었다. 위대한 미국인 명예의 전당은 미국 최초의 명예의 전당이었다. 전당 이름의 "명예"라는 단어는 현대의 "유명인"의 의미보다는 "명성"을 의미했다. 맥크라켄 총장은 명예의 전당 디자인의 진화를 다음과 같이 설명했다.
미학은 건축가에게 열주가 있는 테라스를 만들게 했지만, 대학의 필요성은 건축가의 구조물에 교육적 용도를 발견하게 했다. 독일을 방문한 대부분의 사람들과 마찬가지로, 의장은 바이에른 국왕이 뮌헨 근처에 지은 "루메스 할레"에 대해 잘 알고 있었다. 모든 미국인들처럼, 그는 웨스트민스터 사원과 파리의 판테온의 사용을 존경했다. 그러나 미국은 구세계 조상들의 발자취를 따르더라도 자신을 다스리는 새롭고 광범위한 규칙을 채택할 자유를 주장한다. 따라서 이 명예의 전당 입회는 가능한 한 미국인의 지혜를 대표할 수 있는 전국적인 선거인단에 의해 통제되어야 한다고 합의되었다.

명예의 전당 계획은 헬렌 굴드가 1900년 3월에 10만 달러를 기부한 후에 마침내 진행되었다. 존 J. 터커가 명예의 전당 건설을 위한 일반 계약을 받았다. 전당에는 150명의 개인을 위한 기념 명판이 설치될 예정이었으며, 이 중 50명은 1900년에 선정될 예정이었다. 그 후 5년마다 선거인단은 과반수 투표로 5명의 추가 이름을 선정하며, 최종 선정은 2000년에 이루어졌다. 개인은 미국에서 태어나고 최소 10년 전에 사망한 경우에만 자격이 있었다. NYU는 1900년 3월 말에 100명을 선거인단으로 초청했다. 그 시점에 전당 건설 비용은 거의 두 배인 20만 달러로 증가했다. 각 미국 주는 원래 한 명의 선거인단이 있었는데, 20개 주에서는 주 대법원장이 해당 주의 선거인단으로 활동했다.
선거인단은 252명의 후보를 받았고, 그 중 30명만이 필요한 50표의 과반수를 얻었다. 1900년 10월, NYU 상원은 첫 헌액자 목록을 승인했다. 상원은 또한 외국 태생 헌액자를 위한 로지아를 추가하는 것을 승인했으며, 최대 30명의 이름을 수용할 수 있었다. 1901년 5월 30일 전당이 봉헌되었을 때 29명의 이름이 포함되었지만, 외국인 헌액자를 위한 로지아는 자금 부족으로 아직 건설되지 않았다. 명예의 전당이 완공되었을 때, 그 명성이 너무 높아 뉴욕 타임스는 정기적으로 후보 지명과 선거에 대해 보도하며 각 후보가 받은 표 수까지 자세히 다루었다.

### 선거와 전성기

#### 1900년대와 1910년대

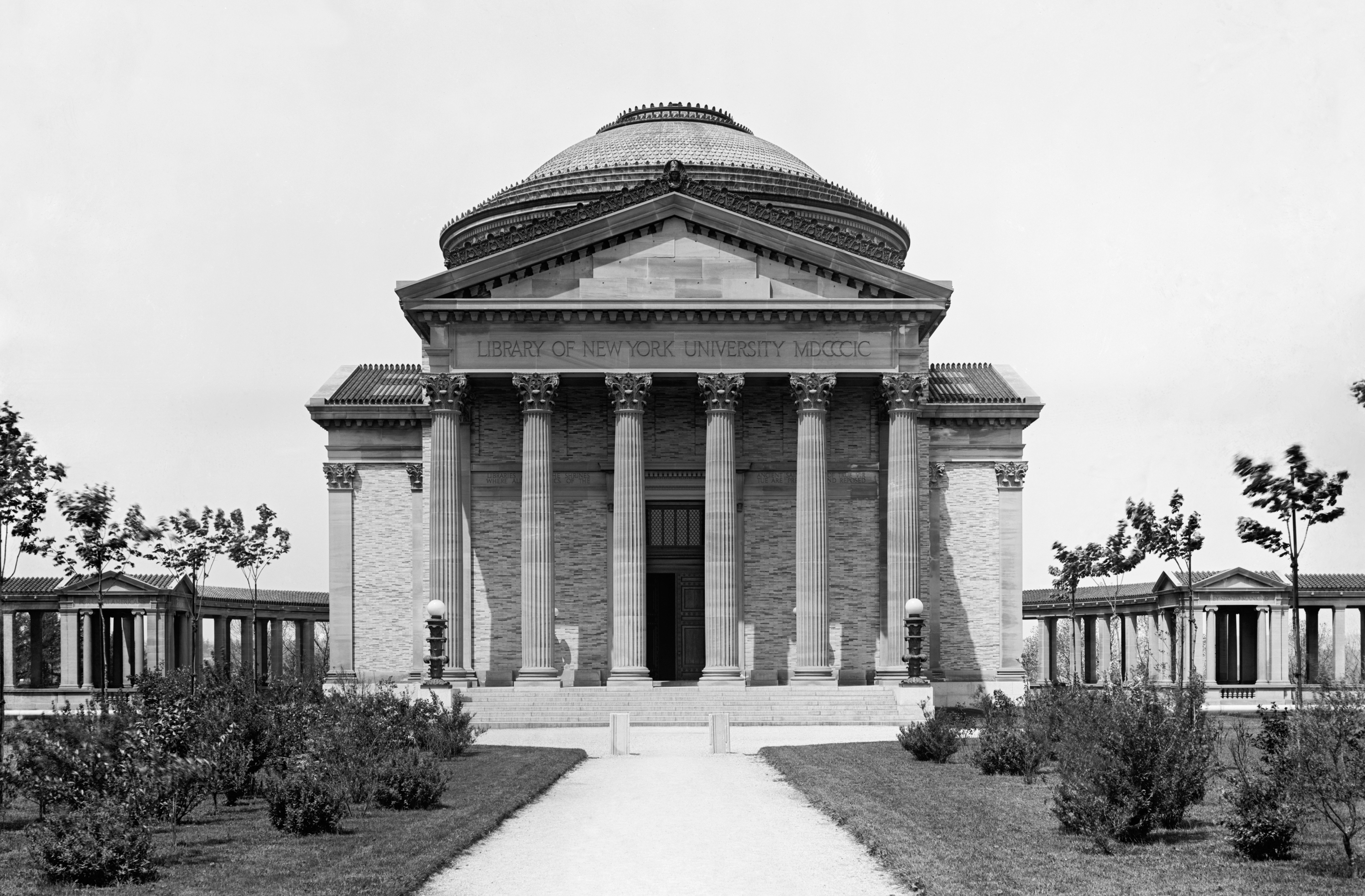
1904년 굴드 기념 도서관. 양쪽에 명예의 전당이 보인다.

NYU 상원은 1902년에 21개의 공석을 채우기 위한 특별 선거를 개최하는 것을 고려했지만, 이 계획을 철회했다. 대신, 선거인단은 1905년 선거에서 26명의 미국 태생 남성, 12명의 여성, 6명의 외국 태생 남성을 선정해야 했다. 여성 명예의 전당은 1904년 2월에 발표되었다. 여성과 외국 태생 남성을 위한 별도의 선거가 치러졌다. 1900년 선거에서 10표 이상을 받은 모든 사람은 재지명되었다. 남성 후보는 최소 51표가 필요했고, 여성 후보는 8명의 선거인단이 어떤 여성에게도 투표를 거부했기 때문에 47표만 필요했다. 그 해에 5명의 미국 태생 남성, 3명의 여성, 3명의 외국 태생 남성이 선정되었고, 이들의 명판은 1907년에 봉헌되었다. 명예의 전당 최초의 흉상(호러스 맨, 1900년에 선출됨)도 1907년에 봉헌되었다. 외국 태생 헌액자들은 당시 헌액되지 않았는데, 맥크라켄이 그들을 위한 별도의 건물을 계획하고 있었기 때문이었다. 일부 선거인단은 외국 태생 헌액자와 미국 태생 헌액자를 함께 기려야 한다고 항의했다.
1910년에 11명의 이름이 추가로 선정되었다. 그 후 5년 동안 20명의 선거인단이 은퇴하거나 사망했고, 그 자리에 25명의 선거인단이 임명되었다. 맥크라켄은 1915년 선거를 앞두고 선거인단 규칙을 변경하여, 백만 명의 주민이 있는 모든 주 또는 주 그룹에 한 명의 선거인단이 배정되도록 했다. 미국의 인구 증가로 인해, 나중에는 각 주가 다시 자체 선거인단을 갖게 되었다. 맥크라켄은 1914년에 외국 태생 헌액자를 위한 별도의 건물 계획을 취소하고, 외국 태생 시민들이 기존 명예의 전당에 헌액될 수 있도록 허용했다. 1905년과 1910년에 4명의 외국 태생 남성이 선출되었지만, 그들은 헌액되지 않았다. 또한, 선거인단은 모든 선거에서 최소 두 명의 여성을 선정할 수 있도록 허용되었다. 명예의 전당 북쪽 확장 계획은 결코 실현되지 않았다.
1915년 초, NYU는 3만 3천 달러의 기부금을 받은 후 별도의 여성관을 위한 계획을 발표했다. 그 해, 선거인단은 7개의 새로운 이름(샬럿 쿠시만, 최초의 선출된 공연자 포함)과 이전 선거에서 선출된 외국 태생 헌액자 두 명을 선정했다. 다음 5년 동안 21명의 선거인단이 은퇴하거나 사망했고, 1920년까지 원래 선거인단 중 34명만이 남았다. 명예의 전당은 제1차 세계 대전 중인 1918년에 일시적으로 막사로 전환되었다. 미국 육군은 열주 아래 박물관에 600명의 병사를 위한 침대를 설치했다. 다음 해, 작가 로버트 언더우드 존슨이 그의 직전 전임자인 맥크라켄의 사망에 이어 명예의 전당의 두 번째 이사로 임명되었다.

#### 1920년대와 1930년대
두 차례의 세계 대전 사이에 명예의 전당은 연간 최대 5만 명의 방문객을 맞았다. 1920년에는 외국 태생 신학자 로저 윌리엄스를 포함하여 7명의 미국인이 선정되었는데, 그는 10년 전 처음 선출되었다. 이전 선거에서 지명된 인물들을 묘사한 5개의 흉상이 1922년 5월에 공개되었는데, 이는 1907년 이후 처음으로 추가된 흉상이었다. 같은 해, 명예의 전당 선거인단은 여성 후보에 대한 별도 선거를 폐지하기로 결정했다. 이사회는 또한 더 엄격한 포함 기준을 제정했다. 즉, 후보자는 사망한 지 최소 25년이 지나야 고려되었고, 선거인단의 5분의 3이 헌액에 동의해야 했다. 선거인단은 "열정적인 당파와 친척"이 사망 직후 "일시적인 유행" 인물을 지명하려 할까 우려했다. 성별로 분리되었던 헌액자들의 명판은 이후 재배치되었다. 기존 명판이 전당 기초에 너무 단단히 박혀 있었기 때문에 7명의 여성 헌액자를 위한 새로운 명판을 만들어야 했다.

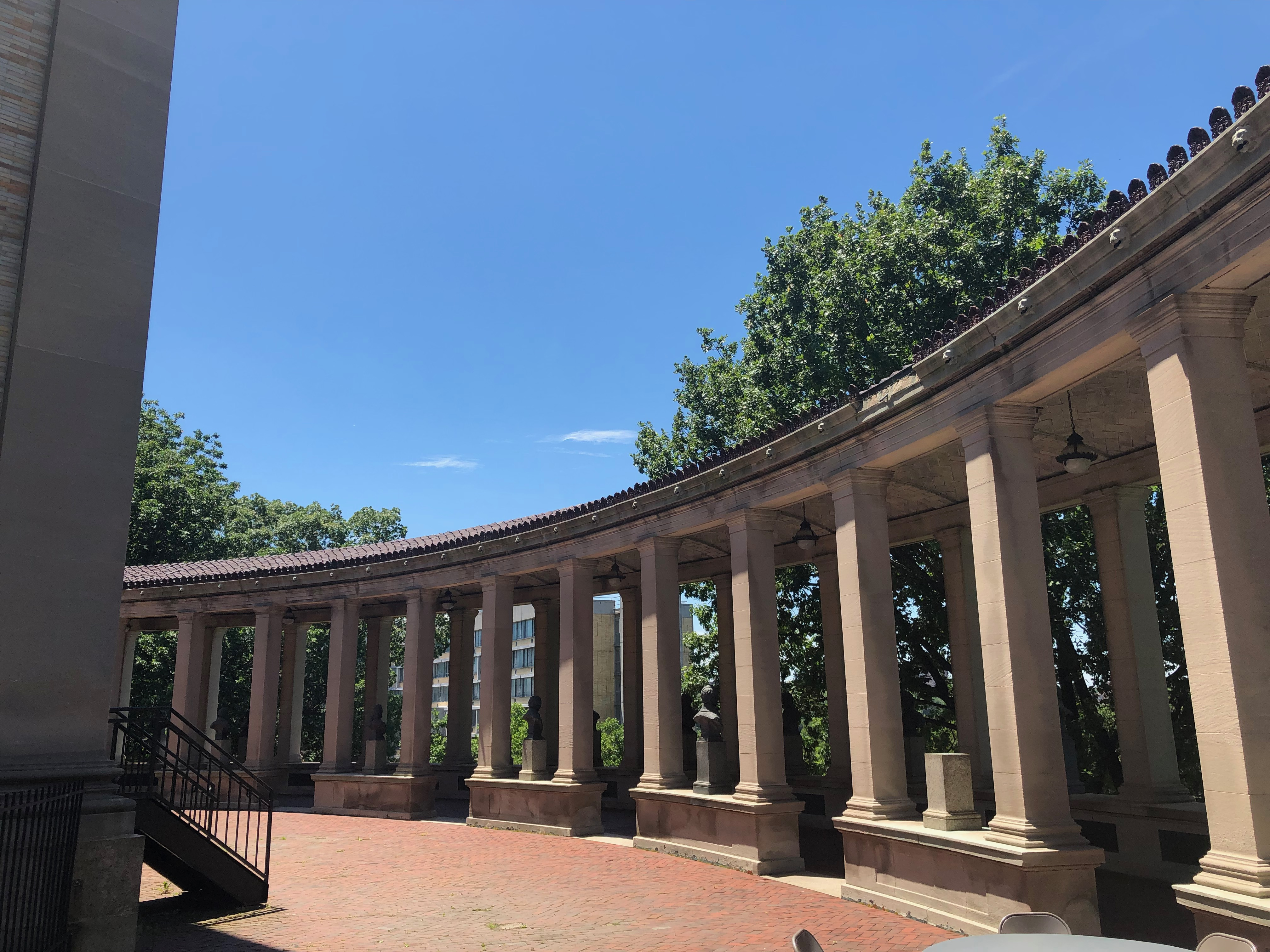
굴드 기념 도서관 주변으로 휘어지는 위대한 미국인 명예의 전당 중앙부

NYU는 매년 5월에 이전 선거에서 선정된 헌액자들의 흉상을 계속 공개했다. 1923년에 7개의 흉상이 추가로 봉헌되었고, 1924년에 10개, 그리고 1925년에 5개였다. 1925년 선거에서는 새로운 규칙 하에 처음으로 두 명의 남성만이 선정되었다. 그 중 한 명은 외국 태생 해군 장교인 존 폴 존스였는데, 그는 20년 전 처음 선출되었다. 대학교는 1926년에 9개의 흉상을 봉헌했고, 1927년에 6개, 1928년에 5개, 그리고 1929년에 8개를 봉헌했다. 1930년 5월에는 9개의 흉상과 2세트의 새로운 문이 봉헌되었다. 그 시점에서 이전 65명의 헌액자 모두 흉상을 갖게 되었다. 같은 해 후반에 4명의 남성이 명예의 전당에 선출되었고, 이들의 흉상은 다음 해 5월에 공개되었다.
1935년까지 명예의 전당은 원래 선거인단 중 11명을 유지했다. 그 해, 선거인단은 3명의 남성을 헌액하기로 투표했다. 이들 중 두 명의 흉상은 1936년 5월에 공개되었지만, 그로버 클리블랜드의 흉상은 그로부터 거의 1년 뒤인 1937년 3월에 공개되었는데, 이는 그의 100번째 생일과 일치했다. 명예의 전당 선거인단은 1937년 중반에 록펠러 센터의 국제 빌딩에서 사무실을 임대했다. 그 해 후반 존슨이 사망한 후, 언론인 존 휴스턴 핀리가 명예의 전당 이사로 임명되었다.

#### 1940년대부터 1960년대까지
1940년 지명된 141명의 후보 중 작곡가 스티븐 포스터만이 유일하게 선정되었고, 그의 흉상은 다음 해 5월에 봉헌되었다. 이는 음악가가 명예의 전당에 선출된 최초의 사례이자, 단 한 명의 헌액자만이 선정된 최초의 선거였다. 라디오 진행자 윌리엄 라이언 펠프스도 1941년 초에 전당 이사로 임명되었다. 펠프스는 3년도 채 안 되어 사망했고, 교육자 제임스 에인절이 1944년에 전당의 다섯 번째 이사가 되었다. 명예의 전당 선거인단은 1945년 선거에서 다시 과반수 투표 방식으로 전환했으며, 이 때 부커 T. 워싱턴, 시드니 라니어, 월터 리드, 토머스 페인 등 4명의 남성이 선정되었다. 전당의 첫 흑인 헌액자인 워싱턴의 흉상은 1946년 5월에 봉헌되었다. 다른 헌액자들의 흉상은 지연되었고, 라니어의 흉상은 1946년 10월에 봉헌되었으며, 리드의 흉상은 1948년 5월에 봉헌되었다. 맨해튼의 그리스도 연합감리교회 목사인 랠프 워싱턴 삭맨은 1949년 에인절이 사망한 후 전당의 여섯 번째 이사가 되었다. 삭맨은 20년 뒤 사망할 때까지 그 직책을 맡았다.
1950년에 6명이 선정되었다. 수전 B. 앤서니, 알렉산더 그레이엄 벨, 조사이어 윌러드 기브스, 윌리엄 C. 고거스, 시어도어 루스벨트, 우드로 윌슨이 그들이었다. 벨과 고거스의 흉상은 1951년에 봉헌되었고, 이어서 1952년에 앤서니와 페인의 흉상이, 1954년에 시어도어 루스벨트의 흉상이 봉헌되었다. 1955년 선거에서는 윌버 라이트, 조지 웨스팅하우스, 스톤월 잭슨이 선정되었다. 그 시점에는 일부 후보자들의 명성이 줄어들기 시작했고, 많은 후보자들이 덜 알려진 분야에서 나왔다. 이전 선거에서 헌액되었던 윌슨의 흉상은 1956년 5월에 봉헌되었다. 스톤월 잭슨의 흉상은 1년 뒤인 1957년 5월에 봉헌되었고, 그 해 12월에는 웨스팅하우스와 기브스의 흉상이 봉헌되었다. NYU는 윌버 라이트의 흉상을 그의 동생 오빌 라이트의 흉상과 함께 공개하기를 원했는데, 오빌 라이트는 1948년에 사망하여 1970년대까지 지명 자격이 없었다. NYU 상원은 오빌 라이트에 대한 25년 요구 사항을 면제하여 1960년 선거에서 그가 지명될 수 있도록 허용했다.
토머스 에디슨, 헨리 데이비드 소로, 에드워드 맥다월이 1960년에 명예의 전당에 선출되었다. 오빌 라이트를 포함한 10명은 충분한 표를 얻지 못하여 다음 선거에 자동으로 재지명되었다. 에디슨의 흉상은 1961년 6월에 공개되었고, 소로의 흉상은 그 다음 해 5월, 그의 사망 100주년에 공개되었다. 맥다월의 흉상은 1964년 10월까지 공개되지 않았다. 또한, 명예의 전당은 1963년에 메달릭 아트 컴퍼니를 고용하여 각 헌액자를 위한 청동 및 은 메달을 제작했다. 이 회사는 99가지 종류의 메달을 제작했다. 오빌 라이트는 1965년에 마침내 제인 애덤스, 올리버 웬들 홈스 주니어, 실바누스 세이어와 함께 명예의 전당에 선정되었다. 나머지 다섯 흉상 중 네 개는 이후 3년 동안 매년 봉헌되었다. 첫 번째는 1966년 세이어의 흉상이었고, 이어서 라이트 형제의 흉상과 애덤스의 흉상이 봉헌되었다. 명예의 전당은 1970년이 되어서야 홈스의 흉상을 봉헌했는데, 이는 그가 선출된 지 5년 만이었다.

### 캠퍼스 매각 및 마지막 선거

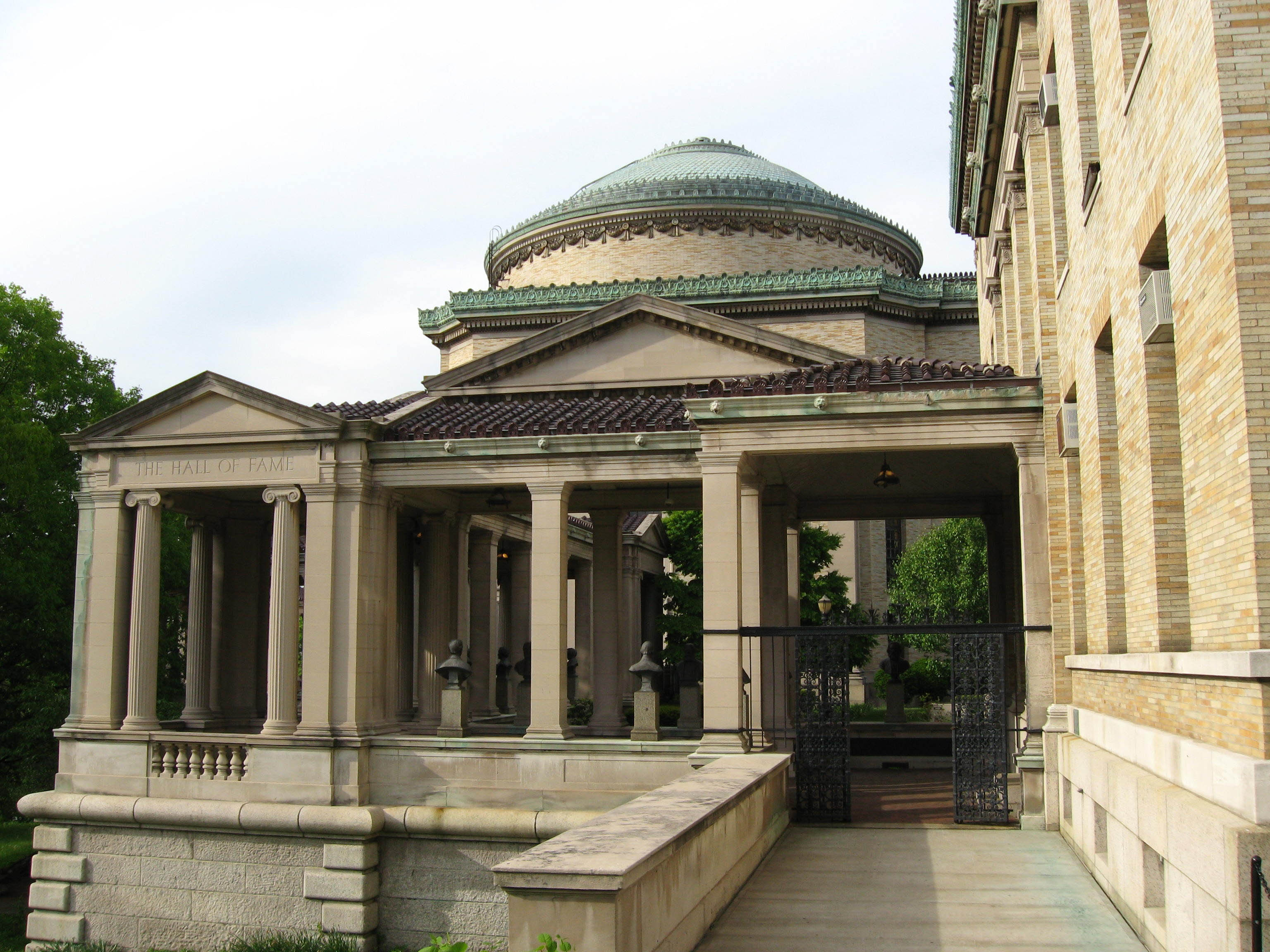
남쪽 입구

명예의 전당은 1960년대 내내 두드러졌는데, 이때 전당과 헌액자들은 월드 북 백과사전에 다루어졌다. 1970년에는 앨버트 에이브러햄 마이컬슨과 릴리언 왈드 단 두 명만이 명예의 전당에 선출되었다. 그 후, 명예의 전당 선거는 3년마다 개최되었다. 왈드의 흉상은 1971년 9월에 설치되었다. 그때까지 전당의 명성은 시들기 시작했다. 도시 계획가 로버트 모세스는 1971년에 이전 선거가 거의 아무런 환호 없이 치러졌고 미국 독립 200주년 위원회조차 보고서에서 명예의 전당을 언급하지 않았다고 썼다. 찰스 파크스 내셔널 스컬프처 소사이어티 회장에 따르면, 명예의 전당이 쇠퇴한 이유는 현대의 명예의 전당이 살아있는 사람들을 기리며 "많은 유명인과 소수의 영웅"을 기리기 때문이라고 한다.
1973년, NYU는 브롱크스 캠퍼스를 뉴욕 시립 대학교(CUNY)에 매각했으며, CUNY는 이 캠퍼스를 브롱크스 커뮤니티 칼리지(BCC)의 일부로 운영했다. 이 판매는 명예의 전당을 특별히 제외했는데, CUNY 관계자들은 명예의 전당이 가치가 없다고 생각했기 때문이다. 판매 후, NYU, CUNY 또는 다른 조직이 명예의 전당을 운영할지에 대한 불확실성이 있었다. 명예의 전당 이사회는 1974년에 설립되었고, NYU와 CUNY는 전당 유지보수를 위해 연간 12만 5천 달러를 공동으로 제공했다. 이 협정은 3년 동안 지속되었다. 1973년 11월에 루이스 브랜다이스, 조지 워싱턴 카버, 프랭클린 D. 루스벨트, 존 필립 수자 등 4명의 헌액자가 추가로 선출되어 총 헌액자 수는 99명에 달했다.
NYU는 1976년까지 명예의 전당에 대한 연간 6만 1천 달러의 보조금을 중단하는 것을 고려하고 있었다. 전당의 외딴 위치는 뉴욕 지하철에서 멀리 떨어져 있어 뉴욕 시의 다른 관광 명소에 비해 방문객이 거의 없었다. 당시에도 연간 1만 명의 방문객이 있었다. 그 해, 명예의 전당은 과반수 투표 대신 선거인단으로부터 받은 점수에 따라 헌액자를 선출하기 시작했다. 클라라 바턴, 루서 버뱅크, 앤드루 카네기가 같은 해 명예의 전당에 선출되었다. 이는 명예의 전당의 마지막 선거였다. 카버의 흉상은 1977년에 설치되었는데, 그가 선출된 지 4년 만이었다. 루스벨트의 흉상은 15년이 더 지나서야 설치되었다. 브랜다이스, 바턴, 버뱅크, 카네기의 흉상은 자금 부족으로 인해 결코 제작되지 않았다.

### 유지보수 및 관리

#### 1970년대부터 1990년대까지
명예의 전당에 대한 자금 지원은 1976년 미국 독립 200주년 이후 거의 전적으로 중단되었으며, NYU와 CUNY 간의 협정은 거의 동시에 만료되었다. 전당의 모든 안내원은 해고되었고 정보 부스는 폐쇄되었다. 다음 해에는 전당의 인기가 시들해지면서 관광 버스 방문도 중단되었다. 이는 부분적으로 주변 지역의 높은 범죄에 대한 우려 때문이었다. 로스앤젤레스 타임스는 1978년에 "그 존엄과 위엄은 오늘날 거의 아무도 보지 못한다"고 썼다. 그 해, 뉴저지주 관리들은 명예의 전당을 리버티 주립공원으로 이전하려는 계획을 거부했다. 명예의 전당 책임은 흉상을 소유한 NYU, 열주를 소유한 뉴욕주 기숙사 관리청(DASNY), 보안 및 유지보수를 제공하는 CUNY로 분할되었다. 1979년에는 직원이 1명이었고 유지보수 자금은 전혀 없었다. 그 후 몇 년 동안 많은 흉상이 부식되었다. 일부 흉상은 훼손되기도 했는데, 예를 들어 앤드루 잭슨의 흉상은 니치에서 떨어져 언덕 아래로 밀려났다. 남아 있던 헌액자들의 은 메달은 녹여졌다. 존슨 앤드 젠슨은 남아 있던 청동 메달을 사들여 큰 할인가로 판매할 계획이었다.
DASNY는 1981년에 새는 지붕과 보행로를 수리하기 위해 2백만 달러를 할당했지만, 국립 예술 기금은 명예의 전당 수리를 위한 3만 7천 달러의 보조금 요청을 거부했다. 그 해 전당은 수리를 위해 폐쇄되었고, 1985년에 재개장했다. 그 후 BCC는 홍보 비디오를 제작하고 여러 투어 가이드를 훈련시켰다. 주 정부는 또한 명예의 전당의 교육 프로그램과 새로운 이사를 위한 자금으로 16만 5천 달러를 제공했다. 주변 지역은 1980년대 후반에 개선되기 시작했지만, 명예의 전당은 상대적으로 잘 알려지지 않았다. 1987년에는 전당의 입장료가 무료였음에도 불구하고 견학 온 학생들을 제외하고는 방문객이 1,000명에 불과했다. 1991년, CUNY는 십여 년 만에 처음으로 랠프 M. 루크를 명예의 전당 이사로 고용했다. 자금 부족으로 5개의 흉상이 아직 설치되지 않았지만, 루크는 1년 안에 바턴과 프랭클린 D. 루스벨트의 흉상을 설치하기를 희망했다. 루스벨트의 흉상은 마침내 1992년 7월에 설치되었다.
윌리엄 A. 홀 파트너십은 1992년에 천장 복원을 위해 고용되었고, 카발리에 르네상스 주조 공장은 약 4만 달러를 들여 90개의 흉상을 복원했다. 여러 보존가들은 이 흉상들의 원래 마감이 제거된 사실을 비판했다. 주 정부는 복원 비용으로 20만 달러를 제공했다. 당시 전당 유지보수를 위한 대중의 기여는 거의 전적으로 중단된 상태였다. 전당 복원에는 최종적으로 130만 달러가 들었으며, 프로젝트는 1997년에 완료되었다. 다음 해, 뮤니시펄 아트 소사이어티는 BCC에게 "뛰어난 건물 복원"으로 보존상을 수여했다. 1990년대 후반까지 루크는 명예의 전당 선거를 다시 시작하기를 희망했다. 추가 헌액자를 수용하기 위해 루크는 명예의 전당을 굴드 도서관으로 확장하고 흉상 대신 짧은 비디오 클립을 전시할 것을 제안했다. 한편, 루크는 브랜다이스 대학교, 미국 적십자사, 카네기 재단에 브랜다이스, 바턴, 카네기의 흉상 자금 지원을 요청했다. 세 기관 모두 각 흉상에 2만 5천 달러를 기부하는 것을 거절했다.

#### 2000년대부터 현재까지

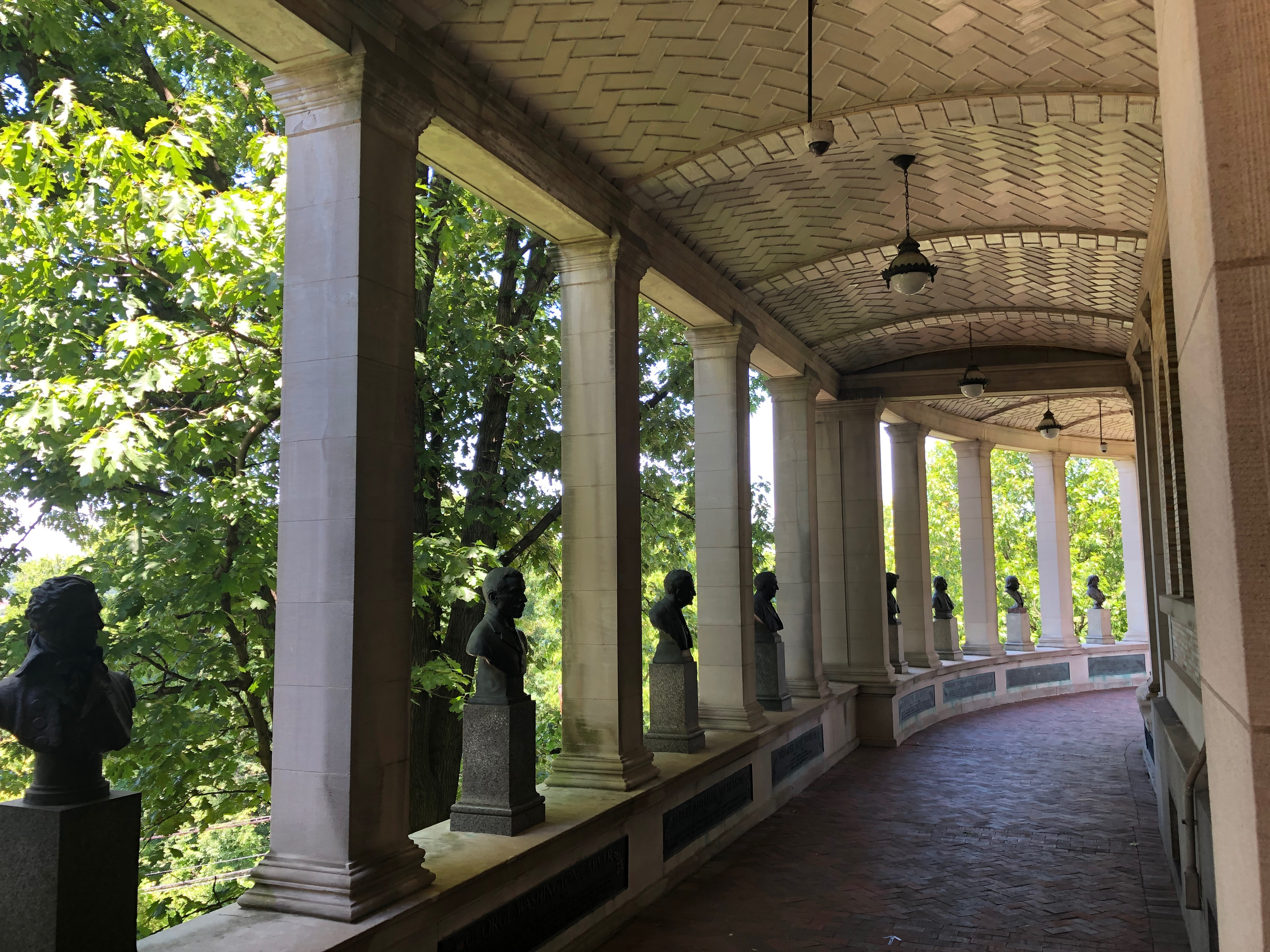
2019년에 본 전당 내부

2000년, 브롱크스 자치구장 페르난도 페러는 추가 개조와 아직 제작되지 않은 네 개의 흉상에 자금을 지원하기 위해 50만 달러의 매칭 그랜트를 제안했다. 전당의 개조 및 확장을 위한 자금을 마련하기 위해 BCC는 2001년에 100만 달러 모금 행사를 조직했다. 거의 2년 후, BCC는 NYU 졸업생들로부터 단 2,000달러만을 모금했다. 2009년까지 명예의 전당은 주로 지역 역사가인 아트와 수잔 주커맨 부부에 의해 관리되었으며, 그들은 전당에 연간 5,000명의 방문객이 있다고 말했다. 많은 헌액자들이 잊혀지면서 수잔 주커맨은 "이름의 70%를 안다면 잘하는 것이다"라고 말했다.
BCC는 2015년에 굴드 도서관 개조를 위해 2천5백만에서 5천만 달러를 모금할 계획을 발표했는데, 여기에는 명예의 전당을 도서관으로 확장하는 것도 포함되었다. 2017년 8월, 버지니아주 샬러츠빌에서 백인 우월주의 시위가 발생한 후, 뉴욕 주지사 앤드루 쿠오모는 남군 장군 로버트 E. 리와 스톤월 잭슨의 흉상을 제거하도록 명령했다. 흉상 제거 후, 명예의 전당에는 96개의 흉상이 남았고 6개의 추가 흉상을 위한 공간이 있었다. CUNY는 남은 두 자리를 채우기 위한 선거를 개최할 계획이었지만, 이 선거를 위한 자금은 여전히 없었다. 2018년까지 명예의 전당은 여러 곳에 금이 간 석조물과 일부 흉상에 새똥이 있는 등 훼손되고 있었다. 컬처럴 랜드스케이프 파운데이션은 명예의 전당을 미국 내 여러 "위험에 처한" 역사 유적지 중 하나로 묘사했다.

## 지명
모든 후보자는 미국 시민이어야 했으며, 귀화했든 미국 태생이든 관계없이 지명 최소 25년 전에 사망해야 했다. 원래 헌액자는 지명 최소 10년 전에 사망해야 했지만, 이 기준은 1922년에 상향 조정되었다. 또한, "국가의 경제, 정치, 문화 생활에 주요한 공헌"을 한 사람만이 지명 대상으로 고려되었다.

### 투표 과정
원래 대중은 각 선거 연도의 3월과 4월에 후보를 지명할 수 있었고, 5월 1일 이후에는 어떤 지명도 받지 않았다. 1950년대에는 지명 기간이 1년 내내 지속되었다. 후보자가 이전 선거에서 상당한 수의 표를 얻으면, 다음 선거에 자동으로 재지명되었다. 예를 들어, 1910년 또는 1915년에 5표 이상을 받은 모든 후보자는 1920년에도 고려되었다. 재지명 기준은 1935년부터 20표로 상향 조정되었다.
선거인단은 6월부터 10월까지 각 후보 지명에 대해 결정했다. 모든 선거인단은 10월 1일까지 투표 용지를 제출해야 했으며, 멀리 사는 선거인단을 위해 명예의 전당은 10월 15일까지 투표 용지를 받았다. 각 선거인단은 명예의 전당 큐레이터로부터 투표 용지를 받아 최대 7명의 개인에게 투표할 수 있었다. 선거인단은 대중의 지명이나 이전 연도의 후보자에게만 투표할 수 있었다. 선거인단은 후보자를 자격 있음, 자격 없음 또는 해당 선거인단의 전문 분야 외로 표시할 수 있었다. 선거인단에는 "당대 가장 존경받는 작가, 역사가, 교육자"와 "수십 명의 국회의원, 12명의 대법관, 6명의 대통령"이 포함되었다. 명예의 전당은 모든 미국 주에서 최소 한 명의 선거인단이 있었다. 이해 충돌을 피하기 위해 NYU 관계자는 선거인단으로 활동하는 것이 금지되었다. 각 선거인단은 NYU 교수진 상원에 의해 선정되었으며, 선거인단이 사망하거나 사임하면 NYU 상원이 투표를 통해 새로운 선거인단을 선정했다.
선거인단은 원래 단순 다수결로 후보를 선정했지만, 1925년부터 1940년까지는 선거인단의 5분의 3이 지명에 동의해야 했다. 선거인단이 후보에 찬성 투표한 후, NYU 상원의 과반수( "명예 회원" 포함)가 선거인단의 선택을 승인해야 했다. NYU 상원은 이론적으로 어떤 선정도 거부할 수 있었지만, 전당 역사상 그런 일은 한 번도 없었다. 1976년 선거에서는 다수결 투표가 점수제로 대체되었다. 그 선거에서 후보자들은 세 가지 범주(예술/인문학, 과학, 정부/비즈니스/노동) 중 하나로 지명되었고, 각 범주에서 가장 높은 순위의 후보자가 선출되었다. 그 이후로 선거는 없었지만, 1979년에는 예술, 비즈니스 및 노동, 정부, 인문학, 과학이 모두 자체 범주로 분할되도록 규칙이 변경되었다.
다음 표는 각 선거를 요약한 것이다.
| 연도                  | 총 선거인단 수        | 필요 득표 수          | Pct.                  | No.                   | 비고 |
| 비율 기반 투표 시스템 | 비율 기반 투표 시스템 | 비율 기반 투표 시스템 | 비율 기반 투표 시스템 | 비율 기반 투표 시스템 | 비율 기반 투표 시스템                                                                                        |
| --------------------- | --------------------- | --------------------- | --------------------- | --------------------- | --- |
| 1900                  | 100                   | 51                    | 50%                   | 29                    | 97명의 선거인단만이 투표했다.                                                                                |
| 1905                  | 95                    | 48                    | 50%                   | 8                     | 3명의 외국 태생 남성도 선정되었으나 자격이 없었다.                                                           |
| 1910                  | 97                    | 49                    | 50%                   | 10                    | 1명의 외국 태생 남성도 선정되었으나 자격이 없었다.                                                           |
| 1915                  | 99                    | 50                    | 50%                   | 9                     | [ 189 ] |
| 1920                  | 101                   | 51                    | 60%                   | 7                     | [ 190 ] |
| 1925                  | 105                   | 63                    | 60%                   | 2                     | [ 190 ] |
| 1930                  | 107                   | 64                    | 60%                   | 4                     | [ 191 ] |
| 1935                  | 101                   | 61                    | 60%                   | 3                     | [ 192 ] |
| 1940                  | 108                   | 65                    | 60%                   | 1                     | [ 192 ] |
| 1945                  | 93                    | 47                    | 50%                   | 4                     | [ 192 ] |
| 1950                  | 120                   | 61                    | 50%                   | 6                     | [ 193 ] |
| 1955                  | 121                   | 61                    | 50%                   | 3                     | [ 194 ] |
| 1960                  | 141                   | 71                    | 50%                   | 3                     | [ 194 ] |
| 1965                  | 124                   | 63                    | 50%                   | 4                     | [ 194 ] |
| 1970                  | 109                   | 55                    | 50%                   | 2                     | [ 194 ] |
| 1973                  | 134                   | 68                    | 50%                   | 4                     | [ 195 ] |
| 점수 시스템           |                       |                       |                       |                       | |
| 1976                  | 158                   | 빈칸                  | 빈칸                  | 3                     | 각 부문 우승자의 점수는 다음과 같다. - 예술 및 인문학: 942점 - 과학: 740점 - 정부, 비즈니스 및 노동: 1,103점 |

### 헌액자 분류
첫 50개의 이름은 15개 클래스에서 "대다수"의 사람들을 대표해야 했다.
- 작가 및 편집자
- 사업가
- 발명가
- 선교사 및 탐험가
- 자선가 및 개혁가
- 성직자 및 신학자
- 과학자
- 엔지니어 및 건축가
- 변호사 및 판사
- 음악가, 화가 및 조각가
- 의사 및 외과 의사
- 정치인 및 정치가
- 군인 및 선원
- 교사
- 이외 분야의 저명한 남녀

이러한 분류는 전당의 선거인단이 첫 선거에서 29명만을 선정했기 때문에 지켜지지 않았다. 더욱이, 이 요구 사항은 1900년 선거 이후 시행될 수 없었다. 실제로는 1900년 헌액자의 대부분이 정치인과 정치가였다. 30여 년 후에도 정치인과 정치가가 전당 헌액자의 다수를 차지했다.

### 헌액자
1976년 마지막 선거가 열렸을 때, 명예의 전당에는 102명의 헌액자가 있었다. 헌액자 중 적어도 4분의 1은 뉴욕주 출신이거나 주와 관련이 있다. 명예의 전당 선거인단 7명은 스스로 선출되었다.
| 헌액자                                  | 분류                          | 생애                | 헌액 연도 | 득표 수               | Pct.                                    | 조각가 | 비고                                       | Ref.    |
| --------------------------------------- | ----------------------------- | ------------------- | --------- | --------------------- | --------------------------------------- | --- | ------------------------------------------ | ------- |
| 존 애덤스                               | 정치인 및 정치가              | 1735–1826           | 1900      | 틀:Number and percent | 존 프랜시스 파라미노                    | | [ 33 ] [ 198 ]                             |         |
| 존 퀸시 애덤스                          | 정치인 및 정치가              | 1767–1848           | 1905      | 틀:Number and percent | 에드먼드 토머스 퀸                      | | [ 199 ]                                    |         |
| 제인 애덤스                             | 작가 및 편집자                | 1860–1935           | 1965      | 틀:Number and percent | 그랜빌 카터                             | | [ 194 ]                                    |         |
| 루이 아가시                             | 과학자                        | 1807–1873           | 1915      | 틀:Number and percent | 애나 하이엇 헌팅턴                      | - 1905년 83표(87%)로 처음 선출됨 - 미국 외에서 태어나 1914년까지 헌액 자격이 없었음                                    | [ 52 ]                                     |         |
| 수전 B. 앤서니                          | 자선가 및 개혁가              | 1820–1906           | 1950      | 틀:Number and percent | 브렌다 푸트넘                           | | [ 193 ]                                    |         |
| 존 제임스 오듀본                        | 음악가, 화가 및 조각가        | 1785–1851           | 1900      | 틀:Number and percent | A. 스털링 캘더                          | | [ 33 ] [ 198 ]                             |         |
| 조지 밴크로프트                         | 작가 및 편집자                | 1800–1891           | 1910      | 틀:Number and percent | 루돌프 에번스                           | | [ 188 ] [ 46 ]                             |         |
| 클라라 바턴                             | 간호사, 미국 적십자사 설립자  | 1821–1912           | 1976      | 점수제 사용           | 점수제 사용                             | 흉상 미제작 | 예술/인문학 부문 최고 점수(942점)          | [ 150 ] |
| 헨리 워드 비처                          | 성직자 및 신학자              | 1813–1887           | 1900      | 틀:Number and percent | J. 매시 라인드                          | | [ 33 ] [ 198 ]                             |         |
| 알렉산더 그레이엄 벨                    | 발명가                        | 1847–1922           | 1950      | 틀:Number and percent | 스탠리 마르티노                         | | [ 193 ]                                    |         |
| 대니얼 분                               | 선교사 및 탐험가              | 1734–1820           | 1915      | 틀:Number and percent | 앨빈 폴라섹                             | | [ 52 ]                                     |         |
| 에드윈 부스                             | 배우                          | 1833–1893           | 1925      | 틀:Number and percent | 에드먼드 토머스 퀸                      | | [ 190 ] [ 71 ] [ 72 ]                      |         |
| 루이스 브랜다이스                       | 변호사 및 판사                | 1856–1941           | 1973      | 틀:Number and percent | 흉상 미제작                             | | [ 195 ] [ 146 ]                            |         |
| 필립스 브룩스                           | 성직자 및 신학자              | 1835–1893           | 1910      | 틀:Number and percent | 대니얼 체스터 프렌치                    | | [ 188 ] [ 46 ]                             |         |
| 윌리엄 컬렌 브라이언트                  | 작가 및 편집자                | 1794–1878           | 1910      | 틀:Number and percent | 허버트 애덤스                           | | [ 188 ] [ 46 ]                             |         |
| 루서 버뱅크                             | 과학자                        | 1849–1926           | 1976      | 점수제 사용           | 점수제 사용                             | 흉상 미제작 | 과학 부문 최고 점수(740점)                 | [ 150 ] |
| 앤드루 카네기                           | 자선가 및 개혁가              | 1835–1919           | 1976      | 점수제 사용           | 점수제 사용                             | 흉상 미제작 | 정부/비즈니스/노동 부문 최고 점수(1,103점) | [ 150 ] |
| 조지 워싱턴 카버                        | 발명가                        | 1860년대–1943       | 1973      | 틀:Number and percent | 리치먼드 바르테                         | | [ 195 ] [ 146 ]                            |         |
| 윌리엄 채닝 채닝                        | 성직자 및 신학자              | 1780–1842           | 1900      | 틀:Number and percent | 허버트 애덤스                           | | [ 33 ] [ 198 ]                             |         |
| 루푸스 초트                             | 교사                          | 1799–1859           | 1915      | 틀:Number and percent | 헤르몬 맥닐                             | | [ 52 ]                                     |         |
| 헨리 클레이 시니어                      | 정치인 및 정치가              | 1777–1852           | 1900      | 틀:Number and percent | 로버트 잉거솔 에이트켄                  | | [ 33 ] [ 198 ]                             |         |
| 새뮤얼 랭혼 클레멘스 (일명 마크 트웨인) | 작가 및 편집자                | 1835–1910           | 1920      | 틀:Number and percent | 앨버트 험프리스                         | | [ 190 ]                                    |         |
| 그로버 클리블랜드                       | 정치인 및 정치가              | 1837–1908           | 1935      | 틀:Number and percent | 루돌프 에번스                           | | [ 192 ]                                    |         |
| 제임스 페니모어 쿠퍼                    | 작가 및 편집자                | 1789–1851           | 1910      | 틀:Number and percent | 빅터 살바토레                           | | [ 188 ] [ 46 ]                             |         |
| 피터 쿠퍼                               | 발명가                        | 1791–1883           | 1900      | 틀:Number and percent | 체스터 비치                             | | [ 33 ] [ 198 ]                             |         |
| 샬럿 쿠시만                             | 배우                          | 1816–1876           | 1915      | 틀:Number and percent | 프랜시스 그라임스                       | | [ 52 ]                                     |         |
| 제임스 뷰캐넌 이즈                      | 엔지니어 및 건축가            | 1820–1887           | 1920      | 틀:Number and percent | 찰스 그래프리                           | | [ 190 ]                                    |         |
| 토머스 에디슨                           | 발명가                        | 1847–1931           | 1960      | 틀:Number and percent | 브라이언트 베이커                       | | [ 194 ]                                    |         |
| 조너선 에드워즈 (신학자)                | 성직자 및 신학자              | 1703–1758           | 1900      | 틀:Number and percent | 찰스 그래프리                           | | [ 33 ] [ 198 ]                             |         |
| 랠프 월도 에머슨                        | 작가 및 편집자                | 1803–1882           | 1900      | 틀:Number and percent | 대니얼 체스터 프렌치                    | | [ 33 ] [ 198 ]                             |         |
| 데이비드 패러거트                       | 군인 및 선원                  | 1801–1870           | 1900      | 틀:Number and percent | 찰스 그래프리                           | | [ 33 ] [ 198 ]                             |         |
| 스티븐 포스터                           | 음악가, 화가 및 조각가        | 1826–1864           | 1940      | 틀:Number and percent | 워커 핸콕                               | | [ 192 ] [ 89 ]                             |         |
| 벤저민 프랭클린                         | 정치인 및 정치가              | 1706–1790           | 1900      | 틀:Number and percent | 로버트 잉거솔 에이트켄                  | | [ 33 ] [ 198 ]                             |         |
| 로버트 풀턴                             | 발명가                        | 1765–1815           | 1900      | 틀:Number and percent | 장앙투안 우동                           | | [ 33 ] [ 198 ]                             |         |
| 조사이어 윌러드 기브스                  | 과학자                        | 1839–1903           | 1950      | 틀:Number and percent | 스탠리 마르티노                         | | [ 193 ]                                    |         |
| 윌리엄 C. 고거스                        | 의사 및 외과 의사             | 1854–1920           | 1950      | 틀:Number and percent | 브라이언트 베이커                       | | [ 193 ]                                    |         |
| 율리시스 S. 그랜트                      | 군인 및 선원 통치자 및 정치가 | 1822–1885           | 1900      | 틀:Number and percent | 제임스 얼 프레이저 & 토머스 허드슨 존스 | | [ 33 ] [ 198 ]                             |         |
| 아사 그레이                             | 과학자                        | 1810–1888           | 1900      | 틀:Number and percent | 체스터 비치                             | | [ 33 ] [ 198 ]                             |         |
| 알렉산더 해밀턴                         | 정치인 및 정치가              | 1755 또는 1757–1804 | 1915      | 틀:Number and percent | 주세페 체라키                           | - 1905년 88표(93%)로 처음 선출됨 - 미국 외에서 태어나 1914년까지 헌액 자격이 없었음                                    | [ 52 ]                                     |         |
| 너새니얼 호손                           | 작가 및 편집자                | 1804–1864           | 1900      | 틀:Number and percent | 대니얼 체스터 프렌치                    | | [ 33 ] [ 198 ]                             |         |
| 조지프 헨리                             | 과학자                        | 1797–1878           | 1915      | 틀:Number and percent | 존 플래너건                             | | [ 52 ]                                     |         |
| 패트릭 헨리                             | 정치인 및 정치가              | 1736–1799           | 1920      | 틀:Number and percent | 찰스 켁                                 | | [ 190 ]                                    |         |
| 올리버 웬들 홈스                        | 변호사 및 판사                | 1809–1894           | 1910      | 틀:Number and percent | 에드먼드 토머스 퀸                      | | [ 188 ] [ 46 ]                             |         |
| 올리버 웬들 홈스 주니어                 | 변호사 및 판사                | 1841–1935           | 1965      | 틀:Number and percent | 조지프 키셀레프스키                     | | [ 194 ]                                    |         |
| 마크 홉킨스 (교육자)                    | 교사                          | 1802–1887           | 1915      | 틀:Number and percent | 한스 호르브스트                         | | [ 52 ]                                     |         |
| 엘리아스 하위                           | 발명가                        | 1819–1867           | 1915      | 틀:Number and percent | 찰스 켁                                 | 100표 중 53표로 1900년에 이전에 선정됨                                                                                 | [ 52 ]                                     |         |
| 워싱턴 어빙                             | 작가 및 편집자                | 1783–1859           | 1900      | 틀:Number and percent | 에드워드 매카턴                         | | [ 33 ] [ 198 ]                             |         |
| 앤드루 잭슨                             | 정치인 및 정치가              | 1767–1845           | 1910      | 틀:Number and percent | 벨 키니                                 | | [ 188 ] [ 46 ]                             |         |
| 스톤월 잭슨                             | 군인 및 선원                  | 1824–1863           | 1955      | 틀:Number and percent | 브라이언트 베이커                       | 2017년 제거됨 | [ 194 ]                                    |         |
| 토머스 제퍼슨                           | 정치인 및 정치가              | 1743–1826           | 1900      | 틀:Number and percent | 로버트 잉거솔 에이트켄                  | | [ 33 ] [ 198 ]                             |         |
| 존 폴 존스 (군인)                       | 군인 및 선원                  | 1747–1792           | 1925      | 틀:Number and percent | 찰스 그래프리                           | - 1905년 54표(58%)로 처음 선출됨 - 미국 외에서 태어나 1914년까지 헌액 자격이 없었음 - 1915년과 1920년 재지명 시 거부됨 | [ 190 ] [ 71 ] [ 72 ]                      |         |
| 제임스 켄트                             | 변호사 및 판사                | 1763–1847           | 1900      | 틀:Number and percent | 에드먼드 토머스 퀸                      | | [ 33 ] [ 198 ]                             |         |
| 시드니 라니어                           | 작가 및 편집자                | 1842–1881           | 1945      | 틀:Number and percent | 한스 슐러                               | | [ 192 ] [ 96 ]                             |         |
| 로버트 E. 리                            | 군인 및 선원                  | 1807–1870           | 1900      | 틀:Number and percent | 조지 T. 브루스터                        | 2017년 제거됨 | [ 33 ] [ 198 ]                             |         |
| 에이브러햄 링컨                         | 정치인 및 정치가              | 1809–1865           | 1900      | 틀:Number and percent | 오거스터스 세인트고던즈                 | | [ 33 ] [ 198 ]                             |         |
| 헨리 워즈워스 롱펠로                    | 작가 및 편집자                | 1807–1882           | 1900      | 틀:Number and percent | 루돌프 에번스                           | | [ 33 ] [ 198 ]                             |         |
| 제임스 러셀 로웰                        | 작가 및 편집자                | 1819–1891           | 1905      | 틀:Number and percent | 앨런 클라크                             | | [ 199 ]                                    |         |
| 메리 라이언                             | 교사                          | 1797–1849           | 1905      | 틀:Number and percent | 로라 가딘 프레이저                      | 최초의 여성 헌액자 세 명 중 한 명                                                                                      | [ 199 ]                                    |         |
| 에드워드 맥다월                         | 음악가, 화가 및 조각가        | 1860–1908           | 1960      | 틀:Number and percent | C. 폴 젠노와인                          | | [ 194 ]                                    |         |
| 제임스 매디슨                           | 정치인 및 정치가              | 1751–1836           | 1905      | 틀:Number and percent | 찰스 켁                                 | | [ 199 ]                                    |         |
| 호러스 맨                               | 교사                          | 1796–1859           | 1900      | 틀:Number and percent | 아돌프 알렉산더 와인만                  | | [ 33 ] [ 198 ]                             |         |
| 존 마셜                                 | 변호사 및 판사                | 1755–1835           | 1900      | 틀:Number and percent | 허버트 애덤스                           | | [ 33 ] [ 198 ]                             |         |
| 매튜 퐁텐 모리                          | 과학자                        | 1806–1873           | 1930      | 틀:Number and percent | 프레데릭 윌리엄 시버스                  | | [ 191 ]                                    |         |
| 앨버트 에이브러햄 마이컬슨              | 과학자                        | 1852–1931           | 1970      | 틀:Number and percent | 엘리자베스 고든 챈들러                  | | [ 194 ]                                    |         |
| 마리아 미첼                             | 과학자                        | 1818–1889           | 1905      | 틀:Number and percent | 에마 F. 브리검                          | 최초의 여성 헌액자 세 명 중 한 명                                                                                      | [ 199 ]                                    |         |
| 제임스 먼로                             | 정치인 및 정치가              | 1758–1831           | 1930      | 틀:Number and percent | 헤르몬 맥닐                             | | [ 191 ]                                    |         |
| 새뮤얼 모스                             | 발명가                        | 1791–1872           | 1900      | 틀:Number and percent | 체스터 비치                             | | [ 33 ] [ 198 ]                             |         |
| 윌리엄 T. G. 모턴                       | 의사 및 외과 의사             | 1819–1868           | 1920      | 틀:Number and percent | 헬렌 판스워스 메어스                    | | [ 190 ]                                    |         |
| 존 로드롭 모틀리                        | 작가 및 편집자                | 1814–1877           | 1910      | 틀:Number and percent | 프레데릭 맥모니스                       | | [ 188 ] [ 46 ]                             |         |
| 사이먼 뉴컴                             | 과학자                        | 1835–1909           | 1935      | 틀:Number and percent | 프레데릭 맥모니스                       | | [ 192 ]                                    |         |
| 토머스 페인                             | 작가 및 편집자                | 1737–1809           | 1945      | 틀:Number and percent | 말비나 호프만                           | | [ 192 ] [ 96 ]                             |         |
| 앨리스 프리먼 팔머                      | 교사                          | 1855–1902           | 1920      | 틀:Number and percent | 이벨린 베아트리스 롱맨                  | | [ 190 ]                                    |         |
| 프랜시스 파크먼                         | 작가 및 편집자                | 1823–1893           | 1915      | 틀:Number and percent | 헤르몬 맥닐                             | | [ 52 ]                                     |         |
| 조지 피바디                             | 자선가 및 개혁가              | 1795–1869           | 1900      | 틀:Number and percent | 한스 슐러                               | | [ 33 ] [ 198 ]                             |         |
| 윌리엄 펜 (1644년)                      | 정치인 및 정치가              | 1644–1718           | 1935      | 틀:Number and percent | A. 스털링 캘더                          | | [ 192 ]                                    |         |
| 에드거 앨런 포                          | 작가 및 편집자                | 1809–1849           | 1910      | 틀:Number and percent | 대니얼 체스터 프렌치                    | | [ 188 ] [ 46 ]                             |         |
| 월터 리드                               | 의사 및 외과 의사             | 1851–1902           | 1945      | 틀:Number and percent | 세실 하워드                             | | [ 192 ] [ 96 ]                             |         |
| 프랭클린 D. 루스벨트                    | 정치인 및 정치가              | 1882–1945           | 1973      | 틀:Number and percent | 조 데이비드슨                           | | [ 195 ] [ 146 ]                            |         |
| 시어도어 루스벨트                       | 정치인 및 정치가              | 1858–1919           | 1950      | 틀:Number and percent | 게오르크 J. 로버                        | | [ 193 ]                                    |         |
| 오거스터스 세인트고던즈                 | 음악가, 화가 및 조각가        | 1848–1907           | 1920      | 틀:Number and percent | 제임스 얼 프레이저                      | | [ 190 ]                                    |         |
| 윌리엄 테쿰세 셔먼                      | 군인 및 선원                  | 1820–1891           | 1905      | 틀:Number and percent | 오거스터스 세인트고던즈                 | | [ 199 ]                                    |         |
| 존 필립 수자                            | 음악가, 화가 및 조각가        | 1854–1932           | 1973      | 틀:Number and percent | 카를 H. 그루페                          | | [ 195 ] [ 146 ]                            |         |
| 조지프 스토리                           | 변호사 및 판사                | 1779–1845           | 1900      | 틀:Number and percent | 허버트 애덤스                           | | [ 33 ] [ 198 ]                             |         |
| 해리엇 비처 스토                        | 작가 및 편집자                | 1811–1896           | 1910      | 틀:Number and percent | 브렌다 푸트넘                           | | [ 188 ] [ 46 ]                             |         |
| 길버트 스튜어트                         | 음악가, 화가 및 조각가        | 1755–1828           | 1900      | 틀:Number and percent | 로라 가딘 프레이저                      | | [ 33 ] [ 198 ]                             |         |
| 실바누스 세이어                         | 군인 및 선원                  | 1785–1872           | 1965      | 틀:Number and percent | 조지프 키셀레프스키                     | | [ 194 ]                                    |         |
| 헨리 데이비드 소로                      | 작가 및 편집자                | 1817–1862           | 1960      | 틀:Number and percent | 말비나 호프만                           | | [ 194 ]                                    |         |
| 릴리언 왈드                             | 간호사 및 작가                | 1867–1940           | 1970      | 틀:Number and percent | 엘리너 플랫                             | | [ 194 ]                                    |         |
| 부커 T. 워싱턴                          | 교사                          | 1856–1915           | 1945      | 틀:Number and percent | 리치먼드 바르테                         | | [ 192 ] [ 96 ]                             |         |
| 조지 워싱턴                             | 정치인 및 정치가              | 1732–1799           | 1900      | 틀:Number and percent | 장앙투안 우동                           | 만장일치로 헌액됨 | [ 33 ] [ 198 ]                             |         |
| 대니얼 웹스터                           | 정치인 및 정치가              | 1782–1852           | 1900      | 틀:Number and percent | 로버트 잉거솔 에이트켄                  | | [ 33 ] [ 198 ]                             |         |
| 조지 웨스팅하우스                       | 발명가                        | 1846–1914           | 1955      | 틀:Number and percent | 에드몬도 콰트로키오                     | | [ 194 ]                                    |         |
| 제임스 애벗 맥닐 휘슬러                 | 음악가, 화가 및 조각가        | 1834–1903           | 1930      | 틀:Number and percent | 프레데릭 맥모니스                       | | [ 191 ]                                    |         |
| 월트 휘트먼                             | 작가 및 편집자                | 1819–1892           | 1930      | 틀:Number and percent | 체스터 비치                             | | [ 191 ]                                    |         |
| 일라이 휘트니                           | 발명가                        | 1765–1825           | 1900      | 틀:Number and percent | 체스터 비치                             | | [ 33 ] [ 198 ]                             |         |
| 존 그린리프 휘티어                      | 작가 및 편집자                | 1807–1892           | 1905      | 틀:Number and percent | 루돌프 에번스                           | | [ 199 ]                                    |         |
| 로저 윌리엄스                           | 성직자 및 신학자              | 1603–1683           | 1920      | 틀:Number and percent | 헤르몬 맥닐                             | - 1910년 64표(66%)로 처음 선출됨 - 미국 외에서 태어나 1914년까지 헌액 자격이 없었음 - 1915년 재지명 시 거부됨          | [ 190 ]                                    |         |
| 에마 윌러드                             | 교사                          | 1787–1870           | 1905      | 틀:Number and percent | 프랜시스 그라임스                       | 최초의 여성 헌액자 세 명 중 한 명                                                                                      | [ 199 ]                                    |         |
| 프란세스 윌러드                         | 교사                          | 1839–1898           | 1910      | 틀:Number and percent | 로라도 태프트                           | | [ 188 ] [ 46 ]                             |         |
| 우드로 윌슨                             | 정치인 및 정치가              | 1856–1924           | 1950      | 틀:Number and percent | 워커 커트랜드 핸콕                      | | [ 193 ]                                    |         |
| 오빌 라이트                             | 발명가                        | 1871–1948           | 1965      | 틀:Number and percent | 폴 펠데                                 | | [ 194 ]                                    |         |
| 윌버 라이트                             | 발명가                        | 1867–1912           | 1955      | 틀:Number and percent | 빈센트 글린스키                         | | [ 194 ]                                    |         |

### 선출되지 않은 후보자
다음 사람들은 최소 한 번 이상 지명되었지만 선출되지 않은 사람들에 속한다.
- 새뮤얼 애덤스
- 루이자 메이 올컷
- 조니 애플시드
- 체스터 A. 아서
- 새러 프랭클린 바체
- 헨리 바너드
- 윌리엄 보몬트
- 존 쇼 빌링스
- 조지 케일럽 빙엄
- 엘리자베스 블랙웰
- 엘레나 페트로브나 블라바츠키
- 보든 파커 바운
- 윌리엄 브루스터
- 호레이스 부쉬넬
- 존 캘훈
- 앨리스 캐리
- 프레데릭 에드윈 처치
- 조지 로저스 클라크
- 조지 코핸
- 캘빈 쿨리지
- 존 싱글턴 코플리
- 도로시아 딕스
- 폴 로런스 던바
- 어밀리아 에어하트
- 와이어트 어프
- 존 엘리엇
- 헨리 포드
- 제임스 A. 가필드
- 윌리엄 로이드 개리슨
- 루 게릭
- 헨리 조지
- 호러스 그릴리
- 새러 조세파 부엘 헤일
- 워런 G. 하딩
- 벤저민 해리슨
- 윌리엄 헨리 해리슨
- 찰스 에번스 휴스
- 리처드 M. 호
- 존 아일랜드
- 헬렌 헌트 잭슨
- 윌리엄 제임스
- 존 제이
- 앤드루 존슨
- 알 졸슨
- 조지프 추장
- 애도니럼 저드슨
- 프랜시스 스콧 키
- 조이스 킬머
- 피오렐로 라과디아
- 카를 란트슈타이너
- 길버트 뉴턴 루이스
- 크로퍼드 롱
- 휴이 롱
- 사이러스 맥코믹
- 로버트 맥코믹
- 에프레임 맥다월
- 찰스 폴렌 매킴
- 윌리엄 매킨리
- 옷마르 메르겐탈러
- S. 위어 미첼
- 루크리셔 모트
- 벤저민 피어스
- 웬들 필립스
- 하이라움 파워스
- 윌 로저스
- 베이브 루스
- 새커거위아
- 제이컵 시프
- 엘리자베스 세턴
- 리디아 헌틀리 시고니
- 매튜 심슨
- 엘리자베스 케이디 스탠턴
- 존 스티븐스
- 로버트 L. 스티븐스
- 니콜라 테슬라
- 로저 토니
- 럼퍼드 백작 벤저민 톰프슨
- 유다 투로
- 폴 M. 바부르그
- 마사 워싱턴
- 메리 볼 워싱턴
- 프랜시스 웨일랜드
- 노아 웹스터
- 윌리엄 헨리 웰치
- 헨리 휘튼
- 시어도어 드와이트 울지
- 콘스턴스 울슨

거부된 후보자 중에는 폴 리비어를 포함하여 단 한 표도 얻지 못한 사람들도 있었다. 로마 가톨릭 성인 엘리자베스 세턴, 시인 조이스 킬머, 정치인 호러스 그릴리를 포함한 여러 후보자들은 여러 번 거부되었다. 많은 실패한 후보자들은 한 선거에서 최소 30표를 받았고, 일부는 여러 선거에서 이 문턱을 넘었다. 최종 헌액자 중 일부는 에드거 앨런 포, 월트 휘트먼, 제임스 먼로를 포함하여 선출되기 전 여러 번 거부되었다.

## 영향
명예의 전당이 문을 연 직후, 이곳은 미국의 국가적 자부심의 중심지가 되었다. 작가 리처드 루빈은 이렇게 말했다.
진정으로 민주적인 기관이었다. 누구나 후보를 지명할 수 있었고, 입장은 무료였으며, NYU가 자금을 모으고 선거를 운영하는 관리자 역할을 했지만, 모든 것은 기술적으로 미국 국민의 소유였다.

월스트리트 저널은 명예의 전당이 "20세기 초의 위대함에 대한 아이디어를 보여주는 창"이라고 썼다. 1920년 전당의 임시 이사는 명예의 전당을 "미국의 웨스트민스터 사원"이라고 묘사했고, 도시 계획가 로버트 모세스는 명예의 전당에 "가치 없거나 이류의 인물 흉상은 없다"고 말했다. 비평가 폴 골드버거는 1984년에 전당의 건축이 "뉴욕에서 가장 놀라운 장소 중 하나"로 만들었다고 묘사했다. 위대한 미국인 명예의 전당이 개장한 후 몇 년 동안 미국 전역에 700개 이상의 명예의 전당이 개장했다. 20세기 후반까지 이들 명예의 전당 중 상당수는 특정 분야, 예를 들어 스포츠 분야의 사람들을 기렸다. 더 애틀랜틱 먼슬리의 리처드 루빈은 1997년에 이렇게 썼다. "이제는 오직 성취만으로도 충분했다. 심지어 좁은 맥락에서의 성취라도."
20세기 후반부터 명예의 전당 헌액자들의 인구통계학적 구성에 대한 논란이 있었다. 주요 쟁점은 BCC 학생들의 대다수가 히스패닉임에도 불구하고 명예의 전당 헌액자 중 유색인종이나 여성이 거의 없다는 것이었다. BCC 학장 로스코 C. 브라운 주니어는 전당의 건축에 대해 자부심을 표했지만, 1993년에는 "누가 들어있고 누가 들어있지 않은지라는 측면에서, 나는 이곳과 관련되어 있다는 것이 부끄럽다"고 말했다. 그는 전당의 많은 인물들이 "영감을 주는 삶을 살았던 진정 위대한 사람들"이지만, "상당수는 어떻게 그들이 들어갔는지 의아하게 만든다"고 말했다.
명예의 전당은 1939년 영화 오즈의 마법사와 같은 대중문화 작품에도 언급되었다. 명예의 전당은 BCC 캠퍼스의 다른 구조물과 함께 자주 촬영 장소로 사용되었다.

## 같이 보기
- 브롱크스 뉴욕시 지정 랜드마크 목록
- 브롱크스 국립사적지 목록
- 국립 미국 영웅 정원
- 국립 조각상 홀
  - 국립 조각상 홀 컬렉션

## 더 읽어보기
- Gerami, Sheila (2024). 《The Hall of Fame for Great Americans: A Biography of Stanford White's Forgotten Memorial》. Knoxville: University of Tennessee Press. ISBN 9781621908654. LCCN 2023056322.